# La Politique des femmes
La Politique des femmes (es: La política de las mujeres) fue un periódico feminista del siglo XIX publicado entre junio y agosto de 1848.

## Fundación, objetivo y alcance
Fue creado en junio de 1848 por Jeanne Deroin y Désirée Gay (ambas de la "sociedad de trabajadoras"). 
El periódico se convirtió rápidamente en una de las revistas de reivindicaciones feministas, pero tras la censura y las dificultades financieras, el periódico dejó de publicarse en agosto de 1848 y, más tarde, llevaría el título de L'Opinion des femmes. 
Como toda la prensa feminista de la época, tuvo un corto periodo de publicación.  